# Audi Cup 2019
Audi Cup 2019 byl 6. ročníkem dvoudenního fotbalového turnaje, Audi Cupu. Soutěže se účastnily čtyři týmy a hrálo se v Allianz Areně v Mnichově. Vítězem se stal Tottenham Hotspur, který ve finále porazil domácí Bayern Mnichov. Po základní hrací době utkání skončilo 2 : 2, ve prospěch anglického mužstva tak rozhodl penaltový rozstřel, jenž skončil v poměru 6 : 5. Třetí příčku obsadil Real Madrid před Fenerbahçe Istanbul.

## Týmy v turnaji
| Konečné pořadí | Tým                 |
| -------------- | ------------------- |
| 1.             | Tottenham Hotspur   |
| 2.             | Bayern Mnichov      |
| 3.             | Real Madrid         |
| 4.             | Fenerbahçe Istanbul |

## Stadion
| Mnichov                         | Mnichov |
| ------------------------------- | ------- |
| Allianz Arena                   | Mnichov |
| 48°13′8″ s. š., 11°37′29″ v. d. | Mnichov |
| Kapacita: 75 000                | Mnichov |
|                                 | Mnichov |

## Formát
Soutěž měla standardní vyřazovací formát. Vítězové obou zápasů prvního hracího dne se utkali následující den o vítězství v této soutěži, zatímco poražení semifinalisté hráli o třetí místo.
|  | Semifinále                    | Semifinále                    |       |                               | Finále                        | Finále |  |
|  |                               |                               |       |                               |                               |        |  |
|  | 30. července, 18:00 – Mnichov |                               |       |                               |                               |        |  |
|  | Real Madrid                   | 0                             |       |                               |                               |        |  |
|  | Tottenham Hotspur             | 1                             |       |                               |                               |        |  |
|  |                               |                               |       |                               |                               |        |  |
|  |                               |                               |       |                               | 31. července, 20:30 – Mnichov |        |  |
|  |                               |                               |       |                               | Tottenham Hotspur             | 2 (6)  |  |
|  |                               | Bayern Mnichov                | 2 (5) |                               |                               |        |  |
|  |                               |                               |       |                               |                               |        |  |
|  |                               |                               |       |                               |                               |        |  |
|  |                               |                               |       |                               | O třetí místo                 |        |  |
|  | 30. července, 20:30 – Mnichov | 30. července, 20:30 – Mnichov |       | 31. července, 18:00 – Mnichov | 31. července, 18:00 – Mnichov |        |  |
|  | Bayern Mnichov                | 6                             |       | Real Madrid                   | 5                             |        |  |
|  | Fenerbahçe Istanbul           | 1                             |       |                               | Fenerbahçe Istanbul           | 3      |  |

## Zápasy
Všechny časy zápasů jsou uvedeny v středoevropském letním čase (SELČ).

### Semifinále
| 30. července 2019 18:00 |        |                   |                                                 |
| Real Madrid             | 0 : 1  | Tottenham Hotspur | Allianz Arena, Mnichov rozhodčí: Tobias Stieler |
|                         | Report | Kane 22'          | Allianz Arena, Mnichov rozhodčí: Tobias Stieler |

| 30. července 2019 20:30                                        |        |                     |                                              |
| Bayern Mnichov                                                 | 6 : 1  | Fenerbahçe Istanbul | Allianz Arena, Mnichov rozhodčí: Felix Brych |
| Sanches 22' Goretzka 28' Müller 31', 44' (pen.), 58' Coman 40' | Report | Kruse 64'           | Allianz Arena, Mnichov rozhodčí: Felix Brych |

### O 3. místo
| 31. července 2019 18:00                     |        |                                  |                                                  |
| Real Madrid                                 | 5 : 3  | Fenerbahçe Istanbul              | Allianz Arena, Mnichov rozhodčí: Benjamin Cortus |
| Benzema 12', 27', 53' Nacho 62' Mariano 79' | Report | Rodrigues 6' Dirar 34' Tufan 59' | Allianz Arena, Mnichov rozhodčí: Benjamin Cortus |

### Finále
| 31. července 2019 20:30 |        |                    |                                                                 |
| Tottenham Hotspur       | 2 : 2  | Bayern Mnichov     | Allianz Arena, Mnichov diváci: 67 500 rozhodčí: Robert Hartmann |
| Lamela 19' Eriksen 59'  | Report | Arp 61' Davies 81' | Allianz Arena, Mnichov diváci: 67 500 rozhodčí: Robert Hartmann |

|                                                    |       | Penaltový rozstřel                                    |  |
| Alderweireld Eriksen Kane Son Roles Skipp Tanganga | 6 : 5 | Alaba Thiago Müller Sanches Lewandowski Singh Boateng |  |

## Nejlepší střelci
| Umístění | Hráč              | Tým                 | Góly |
| -------- | ----------------- | ------------------- | ---- |
| 1.       | Karim Benzema     | Real Madrid         | 3    |
| 1.       | Thomas Müller     | Bayern Mnichov      | 3    |
| 3.       | Jann-Fiete Arp    | Bayern Mnichov      | 1    |
| 3.       | Kingsley Coman    | Bayern Mnichov      | 1    |
| 3.       | Alphonso Davies   | Bayern Mnichov      | 1    |
| 3.       | Renato Sanches    | Bayern Mnichov      | 1    |
| 3.       | Leon Goretzka     | Bayern Mnichov      | 1    |
| 3.       | Mariano Díaz      | Real Madrid         | 1    |
| 3.       | Nacho Fernández   | Real Madrid         | 1    |
| 3.       | Nabíl Dirár       | Fenerbahçe Istanbul | 1    |
| 3.       | Max Kruse         | Fenerbahçe Istanbul | 1    |
| 3.       | Garry Rodrigues   | Fenerbahçe Istanbul | 1    |
| 3.       | Ozan Tufan        | Fenerbahçe Istanbul | 1    |
| 3.       | Christian Eriksen | Tottenham Hotspur   | 1    |
| 3.       | Harry Kane        | Tottenham Hotspur   | 1    |
| 3.       | Érik Lamela       | Tottenham Hotspur   | 1    |